# Raijua
Raijua (indonez. Pulau Raijua) – wyspa w Indonezji w archipelagu Małych Wysp Sundajskich; powierzchnia 36 km².